# Девушки в униформе (фильм, 1958)
«Девушки в униформе» (нем. Mädchen in Uniform) — германская драма 1958 года режиссёра Гезы фон Радваньи, снятая по пьесе Кристы Винслоэ «Рыцарь Нерестан» (нем. Ritter Nérestan). Фильм является ремейком картины «Девушки в униформе» 1931 года и рассматривает феномен «обожания» старших воспитанниц или педагогов, распространённого в былые времена в женских школах-интернатах. Натурные съёмки фильма проходили в парке охотничьего дворца Глинике.

## Описание сюжета
Мануэлу фон Майнхардис (Роми Шнайдер), у которой умерла мать, тётя привозит в одну из школ-интернатов. Девушку решают оставить на воспитание и обучение в учебном заведении, управляемом строгой и властной директрисой фройляйн фон Нордек цур Нидден (Тереза Гизе). Чувствительная и эмоциональная Мануэла, подавленная порядками заведения и тяжело переживающая смерть матери, привязывается к преподавательнице фройляйн фон Бернбург (Лилли Палмер), которая старается обращаться с ученицами тепло и честно, вступая при этом в конфликт с начальством. Начав репетировать роль Ромео для школьного спектакля, Мануэла постепенно отдаётся во власть эмоций. На празднике, посвящённом дню рождения директрисы, потеряв голову от своего сценического успеха, она напивается пунша и во всеуслышание заявляет о том, что любит фройляйн фон Бернбург. Разражается скандал. Учительница готова покинуть школу, но в это время Мануэла едва не совершает самоубийство. Произошедшее заставляет жёсткую директрису переосмыслить свою позицию.